# Marquesat de la Pobla de Claramunt

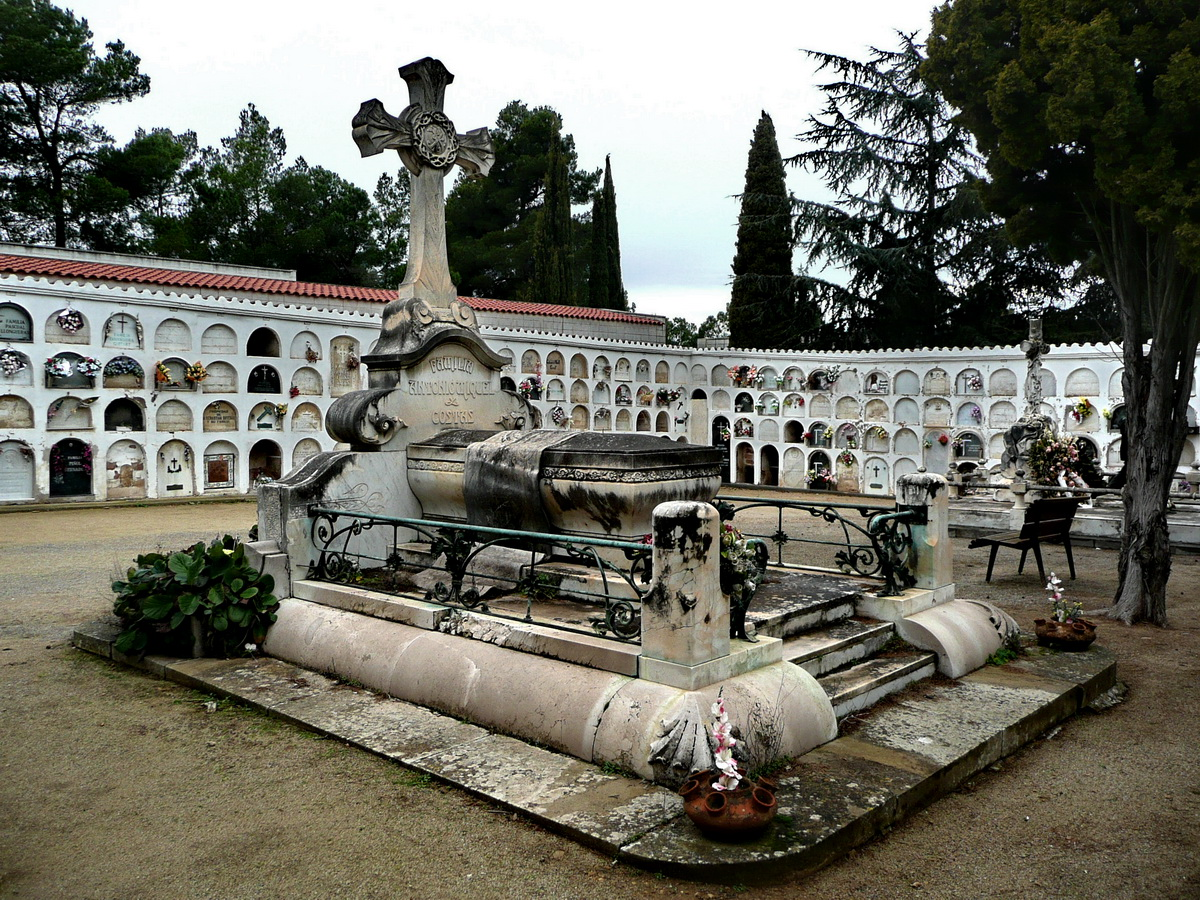
Panteó d'Antoni Miquel i Costas, obra de Joaquim Raspall

El títol de Marquès de La Pobla de Claramunt fou concedit el 1925 a l'industrial paperer català Antoni Miquel i Costas (1845-1927).
Aquest fou fundador, juntament amb el seu germà Llorenç, del grup paperer Miquel i Costas & Miquel, i propietari del castell de Claramunt, que morí a Madrid dos anys després.